# Fondation pour la nature et l'homme
Pour les articles homonymes, voir FNH.
La fondation pour la nature et l'homme (FNH), initialement appelée fondation Ushuaïa, puis fondation Nicolas-Hulot pour la nature et l'homme, est une fondation française reconnue d'utilité publique dont l'objet est d'assurer une sensibilisation aux questions environnementales.
Créée en décembre 1990 par Nicolas Hulot,, sa mission est de proposer et d'accélérer les changements de comportements, individuels et collectifs, et de soutenir des initiatives environnementales en France et à l'étranger pour engager la transition écologique de nos sociétés.

## Historique
À la suite du succès de l'émission Ushuaïa Nature en 1987, Nicolas Hulot souhaite capitaliser sur cet enthousiasme et fonde en décembre 1990, la « fondation Ushuaïa », consacrée à l'éducation à l'environnement en lien avec l'éducation nationale. Elle propose des supports pédagogiques utilisés soit par les enseignants, soit en périscolaire, soit par des associations. La fondation change de nom en octobre 1994 et devient la « fondation Nicolas-Hulot pour la nature et l'homme » (FNH).
Cette même année, la FNH devient membre de la commission éducation de l'Union internationale pour la conservation de la nature (UICN). En août 1996 la FNH est reconnue d'utilité publique dans le domaine de l'environnement. En juin 1999, la FNH adhère au Collectif français de l'éducation à l'environnement (CFEEDD). Le 28 avril 2011, la fondation Nicolas-Hulot pour la nature et l'homme obtient l'agrément du comité de la Charte du don en confiance.
En avril 2011, la fondation Nicolas-Hulot pour la nature et l'homme change de nom [réf. nécessaire].
Elle devient « Fondation pour la nature et l'homme » à la suite de la démission de Nicolas Hulot qui se présente à titre personnel à la primaire d'Europe Écologie Les Verts pour l'élection présidentielle de 2012. Il démissionne de la présidence de la FNH, afin de respecter l'indépendance et l'apolitisme de la fondation. En novembre 2011, Nicolas Hulot revient au sein de la fondation qui reprend son nom antérieur.
À la suite de la démission le 17 mai 2017 de son président-fondateur Nicolas Hulot, en raison de sa nomination au poste de ministre de l'Écologie, Audrey Pulvar est élue présidente le 28 juin 2017 ; la fondation reprend à cette occasion le nom de « Fondation pour la nature et l'homme ».
En janvier 2019, la présidence est reprise par Alain Grandjean et Nicolas Hulot devient président d'honneur (après son départ du gouvernement Édouard Philippe en août 2018),.
Le 24 novembre 2021, Nicolas Hulot, accusé d'agressions sexuelles, annonce qu’il va quitter la présidence d’honneur de l’association.
En mai 2023, la fondation annonce un nouveau tandem de direction pour se relancer après plusieurs mois de doutes ayant suivi l’annonce du retrait de Nicolas Hulot. Gildas Bonnel est nommé président et François Gemenne, coauteur du Giec, est quant à lui nommé à la tête du conseil scientifique.

## Logo
Le logotype a évolué au fil des années en lien avec ces changements dans la présidence :

Logo de janvier 1996 à 2009.
Logo entre juin 2009 et avril 2011[10].
Logo courant 2011.

## Organisation

### Présidence
La fondation a été présidée par Nicolas Hulot (jusqu'en 2017 quand il devient ministre de la transition écologique et solidaire), Audrey Pulvar (2017-2019) puis Alain Grandjean (dès janvier 2019).

### Conseil scientifique
Le conseil scientifique de la fondation est présidé par Dominique Bourg jusqu'en janvier 2019, puis par Marie-Anne Cohendet,. Il est constitué des personnalités suivantes :
- Alain Karsenty, économiste ;
- Alain Grandjean, économiste ;
- Cécile Renouard, philosophe ;
- Corine Pelluchon, philosophe ;
- François Gemenne, politologue ;
- Gaël Giraud, économiste ;
- Jacques Donzelot, sociologue ;
- Jean Jouzel, climatologue ;
- Jean-Baptiste Fressoz, historien ;
- Jean-Dominique Lebreton, écologue ;
- Jeanne Fagnani, sociologue ;
- Loïc Blondiaux, politiste ;
- Marc Dufumier, agronome ;
- Marc Lachièze-Rey, astrophysicien ;
- Marie Duru-Bellat, sociologue ;
- Marie-Anne Cohendet, constitutionnaliste ;
- Marie-Antoine Mélières, climatologue ;
- Nathalie Ros, juriste ;
- Nicolas Bouleau, mathématicien ;
- Patrick Criqui, économiste ;
- Philippe Cury, écologue ;
- Philippe Garrigues, écotoxicologue ;
- Pierre-Henri Gouyon, écologue ;
- Thierry Libaert, chercheur en communication ;
- Yvon Le Maho, écologue.

## Actions de sensibilisation auprès du public
- En 1998 est lancée la campagne « SOS – Mer Propre » pour sensibiliser le public à la protection de la mer, suivie de « SOS Planète Eau » en 2002.
- En juin 2001, la fondation fait l'acquisition du voilier Fleur de Lampaul, construit en 1948 et classé monument historique. Le bateau devient un ambassadeur pour l'environnement. L'équipe de la fondation part à la rencontre des jeunes et du grand public pour les accueillir lors d'escales pédagogiques.
- En 2004, la FNH et la Fondation de France inaugurent l'école Nicolas Hulot dans le parc animalier et botanique de Branféré (Morbihan). Elle propose des classes vertes, des stages et des accueils pédagogiques pendant les vacances.
- Une série d'autres actions et campagnes sont lancées dans les années qui suivent : en décembre 2006 est créé le réseau des associations partenaires de la fondation. Le site « J'agis pour la Nature » est lancé en avril 2010, il recense toutes les activités en faveur de la biodiversité en France et en Outre-mer. La campagne « Qu'est ce qu'on mange ? » est lancée en mars 2011, « Stop aux subventions à la pollution » en mai 2012, « I Field Good » pour bâtir une Politique Agricole Commune d'avenir en février 2013, et en mars 2015 « My Positive Impact », campagne pour donner le pouvoir à ceux qui ont des solutions pour le climat en les sortant de l'anonymat.
- En juin 2016, la fondation et le réseau Restau'co lancent « Mon restau responsable »[14] pour guider les professionnels de la restauration collective à adopter les bonnes pratiques et offrir aux convives une alimentation saine et respectueuse de l'environnement.
- Dans le cadre du programme « J’agis pour la nature », la Fondation a proposé le concept de « bénévolat nature », basé sur la pratique du volontariat exclusivement sur des sujets de développement durable[15],[16].

## Actions de sensibilisation auprès des élus
- Le 7 novembre 2006, la fondation Nicolas-Hulot et le comité de veille écologique lancent le pacte écologique qui vise à sensibiliser politiques et citoyens aux enjeux écologiques et climatiques, au travers de trois points : interpeller tous les candidats à l'élection présidentielle de 2007 ; mobiliser les citoyens ; ouvrir le débat public avec des propositions concrètes. Le Pacte propose aux candidats de l'élection présidentielle 10 objectifs[17] et 5 propositions concrètes. Le Pacte écologique est prolongé en mai 2007 pour les élections législatives et les élections municipales de 2008.
- En octobre 2007, la fondation Nicolas-Hulot participe activement au Grenelle Environnement puis l'année suivante au Grenelle de la mer.

Agréée ONG représentative, la FNH participe à plusieurs organes de concertation : Conseil économique, social et environnemental, conseil d'orientation stratégique (COS) de la Fondation pour la recherche scientifique sur la biodiversité, Autorité de régulation professionnelle de la publicité, Comité national de la biodiversité, Comité économique et social européen, Comité national pour la transition écologique, Plateforme nationale RSE, comité national de l'UICN, Commission nationale consultative des droits de l'homme

## Actions de représentation d'intérêts
Pour le deuxième semestre de l’année 2017, la FNH déclare à la Haute Autorité pour la transparence de la vie publique exercer des actions de représentation d'intérêts en France pour un montant compris entre 200 000 et 300 000 euros.

## Groupe de réflexion «fondation Nicolas-Hulot»
En janvier 2013, la fondation développe ses activités de think tank avec un site dédié en souhaitant travailler et faire des propositions sur l'ensemble des politiques publiques.
Elle a pour vocation de proposer des solutions, et « bâtir des alternatives crédibles et désirables », d'abord dans le domaine des énergies, puis par la suite sur d'autres sujets (alimentation, gouvernance, éducation, géopolitique, production, consommation, technologie, etc.).

## Controverses
Un rapport de la commission du développement durable de l'Assemblée nationale française du 2 février 2011 « sur les modes de financement et de gouvernance des associations de protection de la nature et de l'environnement » a cité des exemples mettant en cause diverses associations ou fondations, dont la fondation Nicolas-Hulot pour la nature et l'homme pour leur partenariat avec des entreprises au motif qu'il pouvait influencer leur indépendance et leur liberté d'expression.
Le rapport note que trois entreprises siègent au conseil d'administration de la fondation ; ces entreprises sont :
- EDF, « entreprise de pointe dans le secteur nucléaire » ;
- TF1 ;
- L'Oréal, « dont les produits font l'objet de tests sur les animaux ».

Le rapport s'interroge en conséquence sur l'influence que peuvent avoir ces groupes sur les prises de position de Nicolas Hulot ou de la fondation, notant aussi que l'un de ces partenaires « finance la fondation à hauteur de 10 % de ses ressources ». Le rapport observe également le taux élevé des frais de fonctionnement (plus de 50 %) dans le budget de la fondation.
La fondation Nicolas-Hulot conteste certaines affirmations du rapport dans un courriel adressé par Cécile Ostria, directrice générale de la fondation, à Serge Grouard, président de la commission du développement durable et de l'aménagement du territoire.

## Affaire du siècle
La fondation lance en décembre 2018, avec Greenpeace France, Notre affaire à tous et Oxfam France, la campagne l'affaire du siècle visant à poursuivre en justice l'État pour son inaction en matière de lutte contre le réchauffement climatique.
Elle a annoncé qu'elle quittait la campagne l'affaire du siècle par un communiqué le 24 janvier 2023 (pour répondre à sa nouvelle stratégie).